# Anisia aegrota
Anisia aegrota là một loài ruồi trong họ Tachinidae.